# Ultuna
Ultuna est un quartier du district de Östersundom à Helsinki en Finlande

## Description
Ultuna (en finnois : Ultunan kaupunginosa) a une superficie de 11,40 km2, sa population s'élève à 941 habitants(1.1.2018).
Ultuna est le quartier le plus au nord d'Helsinki.
Ultuna est composé des sections de Landbo et Puroniitty.

## Galerie

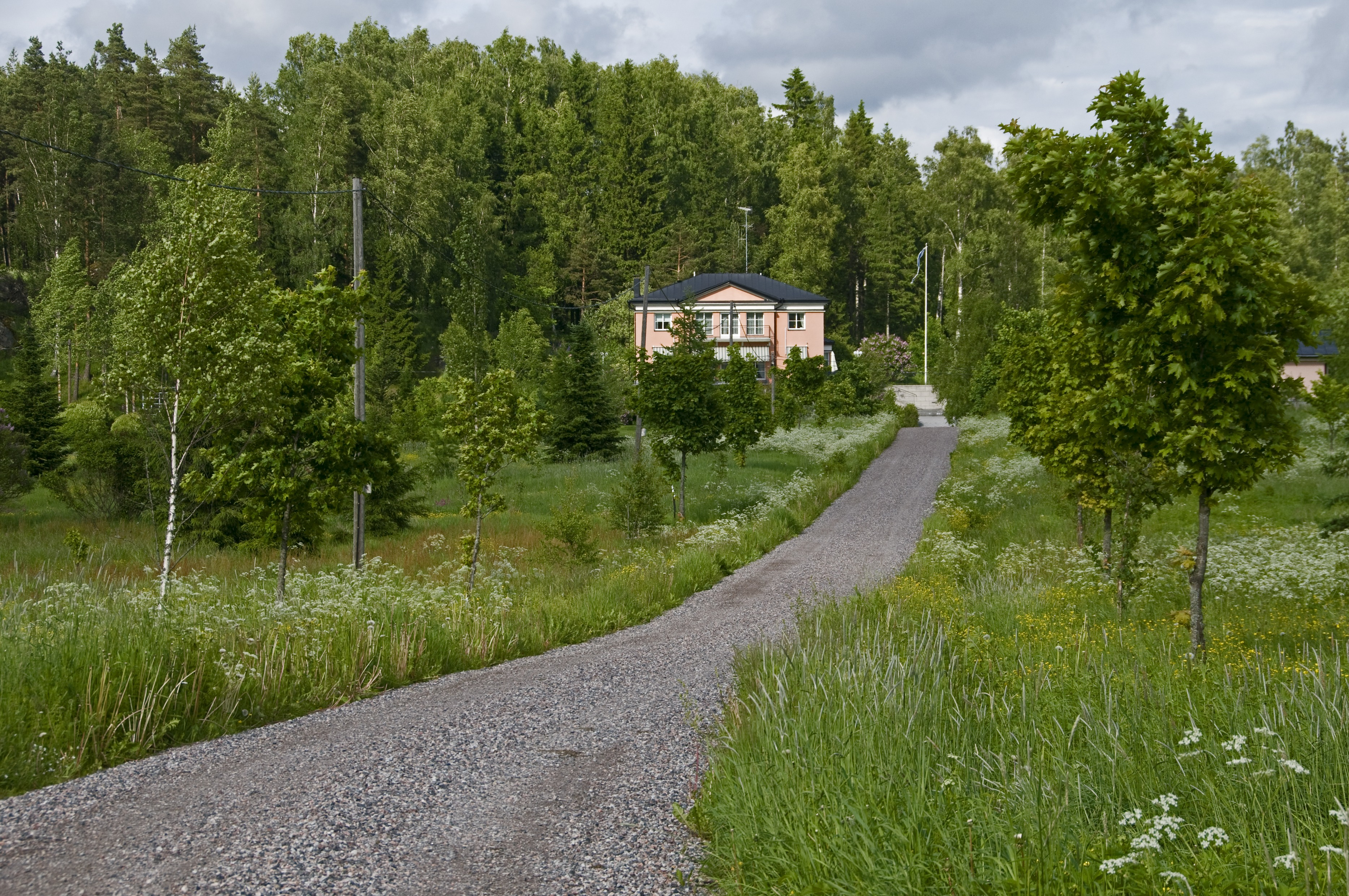
Puroniityntie 327.
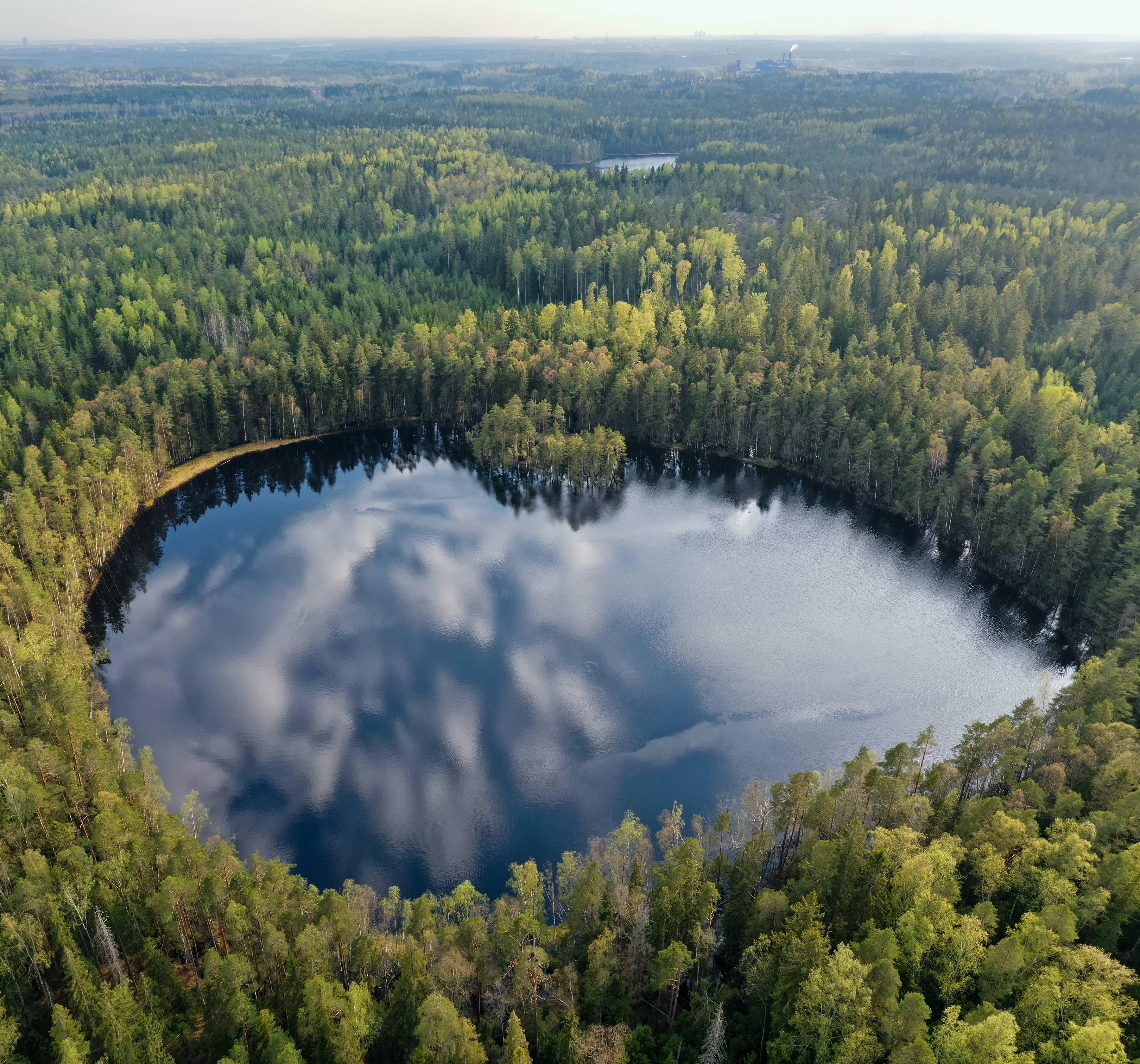
Gumböle träsk.
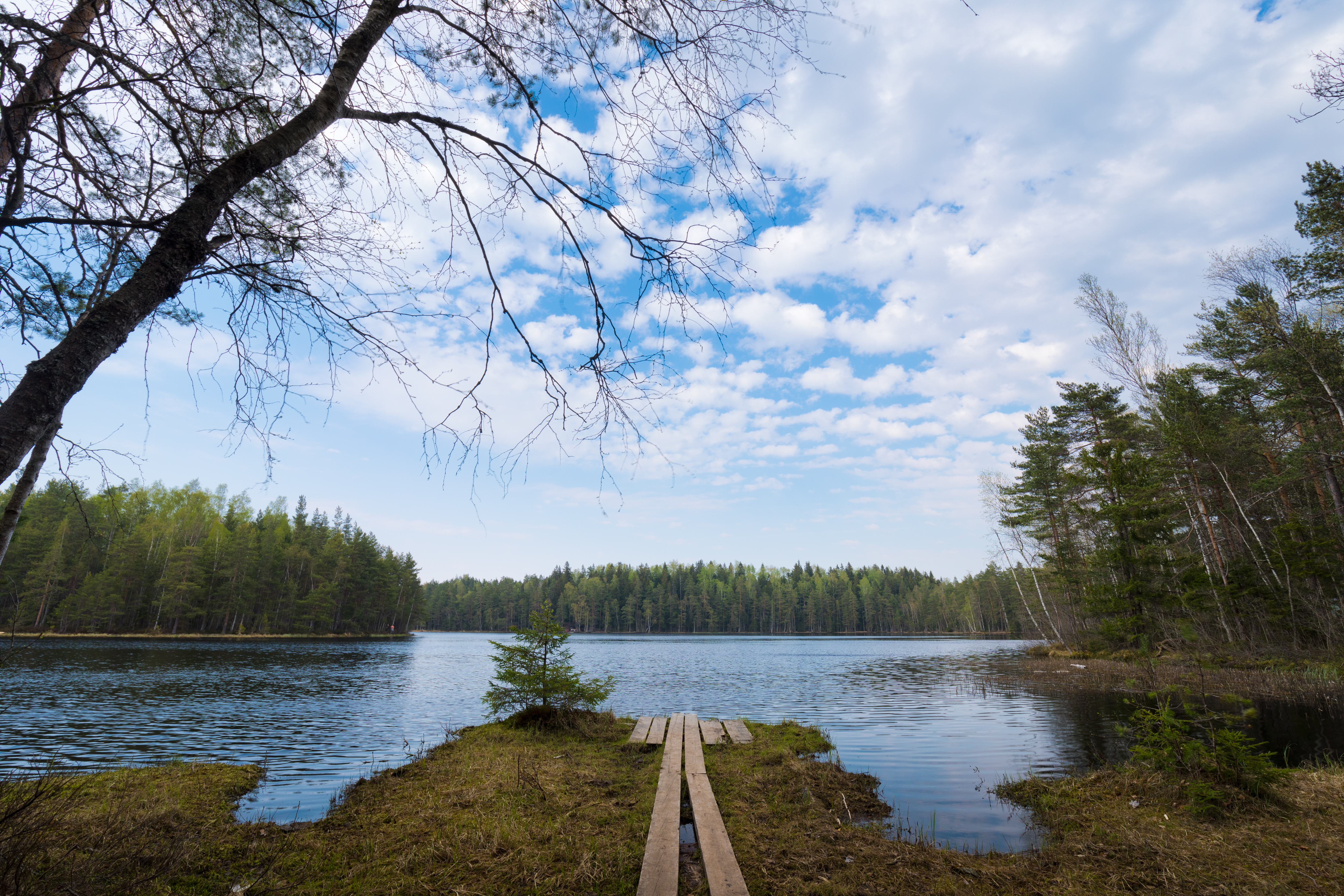
Lac Storträsk.